# Citizen X
Citizen X (br Cidadão X) é um telefilme produzido nos Estados Unidos em 1995, escrito e dirigido por Chris Gerolmo, baseado no livro The Killer Department, de Robert Cullen, sobre o primeiro serial killer descoberto na antiga União Soviética, Andrei Romanovich Chikatilo, o “Monstro de Rostov”, que de 1978 até 1990 matou mais de 50 pessoas, sendo crianças e jovens mulheres seus alvos.

## Sinopse
No início dos anos oitenta algumas crianças são encontradas violentadas e mortas com requinte de crueldade nos arredores de Moscou. A princípio a polícia acredita serem crimes perpetrados por pelo menos dois assassinos, porém o médico legista Burakov (Stephen Rea) tem certeza ser obra de um serial killer, mas as autoridades comunistas não aceitam esta teoria, acreditando ser este um problema apenas de países capitalistas. Obcecado com o assunto, Burakov acaba sendo alçado a investigador e com a ajuda extraoficial de um Coronel (Donald Sutherland), ele dedicará alguns anos da sua vida para caçar e descobrir quem é o assassino.

## Elenco
- Stephen Rea.... Viktor Burakov
- Donald Sutherland....Mikhail Fetisov
- Jeffrey DeMunn.... Andrei Chikatilo
- Max von Sydow....Dr. Alexandr Bukhanovsky
- Joss Ackland.... Bondarchuk
- John Wood.... Gorbunov
- Imelda Staunton....Mrs. Burakov